# Grand Encampment (Wyoming)
Grand Encampment város az USA Wyoming államában, Carbon megyében. Lakosainak száma 452 fő (2020. április 1.).

## Népesség
A település népességének változása:

| 2010 | 450 |
| 2020 | 452 |